# موضوعية (فلسفة)
الموضوعية (بالإنجليزية: Objectivity)‏ وعكسها هو الذاتية (Subjectivity). هي فلسفة قدمتها الفيلسوفة الروسية-الأمريكية والروائية آين راند (1905–1982). وتقوم المبادئ الأساسية للموضوعية على فكرة أن الحقيقة توجد منفصلة عن الوعي؛ فالبشر يتعاملون مع الحقيقة مباشرة من خلال الإدراك الحسي، وأن المرء يمكنه تحصيل المعرفة الموضوعية من الحس بواسطة تشكيل المفهوم والمنطق الاستقرائي، وأن الغرض الأخلاقي اللائق لحياة المرء هو البحث عن سعادته الشخصية (أو المصلحة الذاتية العقلانية)، وأن النظام الاجتماعي الوحيد المتوافق مع هذه الأخلاقية هو ما يقوم على الاحترام الكامل للحقوق الفردية التي تتجسد في اقتصاد عدم التدخل والرأسمالية، وأن دور الفن في حياة الإنسان هو تحويل أفكار البشر الغيبية من خلال الاستيلاد الانتقائي للحقيقة إلى عمل مادي-عمل فني- يمكن للمرء فهمه والتفاعل معه شعوريًا.
وقد وصفت راند الموضوعية بأنها «فلسفة للحياة على الأرض»، وتتمثل في الواقعية، حيث تهدف إلى تحديد طبيعة الإنسان وطبيعة العالم الذي نعيش فيه.
وقد اشتُق اسم «الموضوعية» من فكرة أن المعرفة والقيم الإنسانية تعتبِر موضوعية: في وجودها ومحددة بطبيعتها الواقعية، حيث يكتشفها العقل الإنساني دون توليدها من خلال الأفكار التي لدى المرء. وقد أشارت راند إلى أنها اختارت هذا الاسم لأن مصطلح الفلسفة المفضل لديها الذي يقوم على أولية الوجود—"الوجودية"-كان قد تم اختياره بالفعل.
وقد أعربت راند عن أفكارها الفلسفية مبدئيًا في رواياتها المنبع وأطلس يستريح وأعمال أخرى. ثم تناولت في فترة لاحقة الفكرة في كتاباتها في دورياتها مثل الرسائل البريدية الموضوعية, الموضوعية, ورسائل آين راند، وفي كتبها غير الأدبية مثل مقدمة إلى المعرفة الموضوعية وفضيلة الأنانية.